# 伪基站
伪基站（英文：international mobile subscriber identity-catcher, IMSI-catcher），又称假基站、假基地台、偽基地台，是一种利用GSM单向认证缺陷的非法无线电通信设备，主要由主机和笔记本电脑组成，能够搜取以其为中心、一定半径范围内的GSM移动电话信息，并任意冒用他人手机号码强行向用户手机发送诈骗、推销等垃圾短信。其通常安放在汽车上或者在一个比较隐蔽的地方运作。伪基站运行时，用户手机信号被强制连接到该设备上，无法连接到公用电信网络，影响手机用户的正常使用。“伪基站”是指未取得电信设备进网许可和无线电发射设备型号核准的非法无线电通信设备，能够搜集获取公众移动通信网络覆盖范围内手机用户的号码，强行向不特定用户发送垃圾或诈骗信息。因其隐蔽性强、流动性大等特点，已成为电信网络诈骗违法犯罪活动的一种重要形式。

## 工作原理
伪基站利用移动信令监测系统监测移动通讯过程中的各种信令过程，获得手机用户当前的位置信息。伪基站启动后就会干扰和屏蔽一定范围内的运营商信号，之后则会搜索出附近的手机号，并将短信发送到这些号码上。屏蔽运营商的信号可以持续10秒到20秒，短信推送完成后，对方手机才能重新搜索到信号。根据此特性，用户可以比较容易地分辨伪基站发送的诈骗短信。大部分手机不能自动恢复信号，需要重启。伪基站能把发送号码显示为任意号码，甚至是邮箱号和特服号码，或是政府專用的簡訊號碼。载有伪基站的车行驶速度不高于60公里／小时，可以向周边用户群发短信，因此，伪基站具有一定的流动性。
一些功率大的伪基站，辐射的范围很广，只要伪基站不关闭发射，就会不断的有手机被吸入。离基站越近，被吸入的可能性越大。当伪基站正在发送诈骗短信的时候，附近有一万人经过，至少有5,000人会受到影响。

## 生产和贩卖
伪基站可以在淘宝网上买到，一台“伪基站”的价格不足5万元人民币，大都是私人厂家自行组装。伪基站的产地主要以江苏、上海和广东居多。但事实上，淘宝网规定不能交易此类产品，若在淘宝搜索“伪基站”一词则会屏蔽，并显示“根据相关法律法规和政策，无法显示”的消息。

## 危害
伪基站的危害巨大。根据360互联网安全中心最新发布的《全国首份伪基站短信治理报告》显示，中国大陆70.2%的伪基站诈骗短信冒充运营商诱导用户点击恶意网址。
除中国外，美国、印度、捷克等国家均存在伪基站的安全威胁。

## 事件
由于伪基站的出现成为垃圾短信的一大元凶，近年来，中国大陆出现了众多涉及伪基站的案件。
- 2012年9月至11月，汪某团伙在深圳宝安机场利用一台伪基站设备发送机票广告短信，非法获取62万部手机信息，导致机场众多手机用户无法通话，造成区域手机通话业务量损失达100余万元。一名司机到机场后发现手机信号经常不好，有一次中断了2个小时。[8]
- 2013年6月19日，南京市江宁区上元路一超市附近有一个不明信号，经过跟踪监测，发现发射源为停在该超市地面停车场的银灰色别克车。涉案车辆在人群密集的街道小区行驶或停留，伪基站设备自动骗取其覆盖范围内的手机登录伪基站，盗取手机号码和电子串号，然后强行发送垃圾短信。[1]
- 2013年8月1日，江苏省淮安市无线电管理处执法人员在市区某大厦发现了可疑信号，在民警的配合下，在某广告传媒有限公司内现场查获“伪基站”设备。[8]
- 2013年8月5日，中华人民共和国公安部部署指挥北京、辽宁、湖南、广东等12省区市公安机关集中开展打击“伪基站”行动。[8]
- 2013年11月初，深圳市公安局以涉嫌破坏公用电信设施罪名，刑拘两名在某楼盘群发30余万条广告短信的嫌疑人。同年9月9日，福建省三级公安机关刑侦、技侦、网安等部门联合行动，在泉州、厦门控制20名违法犯罪嫌疑人，查获伪基站设备3套、电脑19台，破获泉州腾星信息技术有限公司利用伪基站非法经营案。[9]
- 2014年1月11日，著名演员汤唯在上海拍《三城记》期间，收到電話詐騙的簡訊，被骗21万元人民币。根据媒体报道，剧组所有工作人员都收到声称公安机关发来的短信，短信内容为“欠了一笔钱，不投案要罚款”。有传言称，汤唯收到的短信可能是通过伪基站发送的。[10]
- 2014年3月25日，中共中央宣传部、中央网信办等9部门在全国范围内部署开展打击整治专项行动，严打非法生产、销售和使用伪基站设备的违法犯罪活动，专门出台了《关于依法办理非法生产销售使用“伪基站”设备案件的意见》。[11]
- 2014年4月11日，陕西省榆林市榆阳区人民法院集中公开审理了7起利用“伪基站”群发短消息案，8名被告人一审被判处有期徒刑3年2个月至4年2个月不等。法院审判称，2013年9月到12月期间，武某、冯某等8人在榆阳区利用从外地购得的短信群发设备，向城区手机用户发送广告短信。[12]
- 2014年5月21日上午，北京一犯罪嫌疑人张国领，因购买5套伪基站设备，沿三四环群发房产、拍卖等垃圾短信16万条，超过8万中国移动用户受到骚扰，获利3万元人民币，后因破坏公用电信设施罪被通州区法院判处四年有期徒刑。[13]

据奇虎公司统计，在全国范围内，河南郑州的伪基站最多，其次是北京。

## 中华人民共和国相关法规
《中华人民共和国刑法》第288条和《中华人民共和国治安处罚法》第28条分别规定，擅自使用无线电台，经无线电管理部门责令停止使用后拒不停止使用的，或故意干扰无线电业务经有关部门指出后拒不采取有效措施消除的，才能移送司法部门处罚。
2014年4月4日，国家工商总局公布《禁止生产销售使用窃听窃照专用器材和“伪基站”设备的规定(征求意见稿)》，规定对经公安机关认定的生产、销售窃听窃照专用器材、“伪基站”设备行为，由质量监督部门责令停止生产、销售，处以3万元人民币以下罚款。
在澳门，2020年4月17日经第4/2020號法律修改并重新公布的第11/2009號法律（《打擊電腦犯罪法》）第九-A條禁止使用電腦裝置以模擬流動電信服務站。违法者最高可被判刑3年，另如属该条第三款的加重情节则可判处一年至五年徒刑。